# 日米修好通商条約
日米修好通商条約（にちべいしゅうこうつうしょうじょうやく、英: Treaty of Amity and Commerce Between the United States and the Empire of Japan）は、安政5年6月19日（1858年7月29日）に日本とアメリカ合衆国の間で結ばれた通商条約。安政五カ国条約の一つ。
江戸幕府が調印した条約で、批准書には「源家茂」として当時の14代征夷大将軍徳川家茂の署名と銀印「経文緯武」が押印され、安政7年4月3日（1860年5月22日)にワシントンで互いの国の批准書が交換された。アメリカ全権タウンゼント・ハリスの名を冠して、ハリス条約（Harris Treaty）とも通称される。

## 概要
アメリカ側に領事裁判権を認め、日本に関税自主権が無く、日本だけがアメリカに最恵国待遇を約束していたが、輸入税は20%と日本にとって比較的有利な率に設定された。しかしながら、のちに調印させられた改税約書では関税自主権を喪失して低関税率に固定され、不平等条約となった。
アメリカ側の領事裁判権に関しては、外国人が日本で法を犯すことがあった場合には、日本の法律で罰せずに、外国の法律で罰することは、家康以来の祖法で定められていたので、進んでこれを認め、また日本側の領事裁判権に関しては、当時日本は海外渡航を禁じていたので、これを明記せずに曖昧にされた。一般的に、アメリカよりも日本の方がはるかに刑罰が重かったからである。ただし、ロシアとの条約では、領事裁判権の双務性が明確に規定されたが、これは国境が確定しておらず、樺太の事情を考慮したためであろう。また、関税率に関しても、日本は自主的に輸入税を20％（一般の財20％、酒類35％、日本に居住する外国人の生活必需品5％）、輸出税を5％と決定しており、一般の財に対して20％という関税率は、アヘン戦争によって強制された清国の5％、インドの2.5％よりもはるかに高く、保護関税政策を採用していたアメリカの40％には及ばないものの、当時の列強諸国が互いに貿易する際に課していたのと同等の水準であった。しかも条約の付属文書である貿易章程の末尾に、「神奈川開港の5年後に日本側が望めば、輸入税ならびに輸出税は改訂しなければならない」という税率改訂の規定があるので、協定関税制といっても、日本側の自主的判断で税率改訂を提起すれば、アメリカは必ず同意しなければならず、逆にアメリカ側に関税率の改訂を提起する権利はなく、関税自主権がないとは言えない。もっとも、アメリカは国内手続きだけで税率を改訂できるので対等ではない。さらに、日本が輸出税にこだわったため、双務的最恵国待遇条項の削除を日本は受け入れた。その後幕府は同様の条約をイギリス・フランス・オランダ・ロシアとも結んだ（安政五か国条約）が、日米条約では、関税率は日本側の希望のみで改訂可能であったが、日英条約では英国政府の希望でも税率を改訂可能なように変更されてしまった。さらに、日米修好通商条約の税率が他国にも適用されるはずであったが、日英条約では、イギリス側の圧力により、イギリスの主力輸出品目である綿製品と羊毛製品の税率が5％にされてしまった。こうして不平等条約への端緒が開かれた。
その後、尊攘派のテロ活動、薩摩の生麦事件、一橋慶喜の奉勅攘夷政策、長州の下関戦争などによって、列強の介入を招き、幕府は長州藩外国船砲撃事件の賠償金300万ドルの支払いや尊攘派の兵庫開港反対によって、関税引き下げ交渉を余儀なくされ、せっかく勝ち取った従価税方式で20％の関税を放棄させられ、慶応2年（1866年）5月13日、輸入税も輸出税もすべて一律に従量税方式で5％（インフレ期は実質税率約3％）という改税約書（江戸協約）の調印を強いられた。日米修好通商条約の貿易章程にあった、日本側が望めば関税率を改訂しなければならないという条件も削られてしまった。この結果、関税自主権を喪失し、低関税率で固定されるという敗戦国に課せられる屈辱的な不平等条約となった。
ただし、日米修好通商条約第2条に「日本國と欧羅巴中の或る國との間にもし障り起る時は日本政府の囑に應し合衆國の大統領和親の媒となりて扱ふへし」と規定され、日本とヨーロッパ列強との間に揉め事が発生した場合アメリカが仲介することを宣言し、他の四カ国との条約にこの文言はなかった。しかし、文久2年（1862年）ハリスが離日した後は、南北戦争（1861年-1865年）の影響もあり、アメリカ政府が対日外交を欧州諸国との協調路線に転換したこともあって、これらの条文が履行されることはなかった。また、第13条に「1872年7月4日には条約を改正できる」と設けられた。しかし、後年の新明治日本政府は、その時点で組織が整っていなかったため交渉開始の延期を申し入れ、1876年から各国と条約改正交渉を開始したが、難航し、1894年7月16日の日英通商航海条約の締結により領事裁判権の撤廃が実現。関税自主権を回復したのは1911年2月21日調印の新日米通商航海条約まで要した。
条約書原本は、1997年（平成9年）に、歴史資料として重要文化財に指定された。

## 経緯

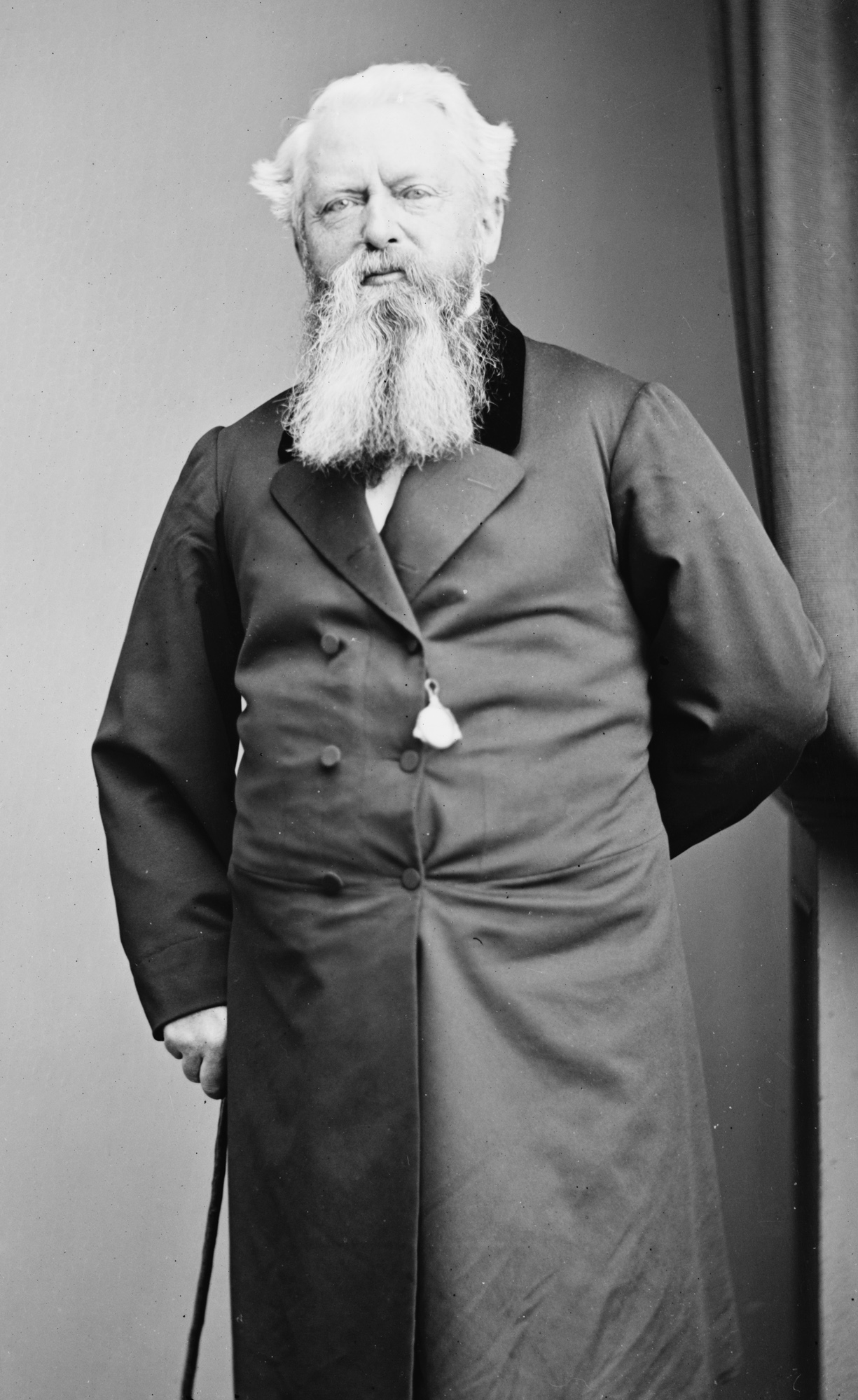
タウンゼント・ハリス

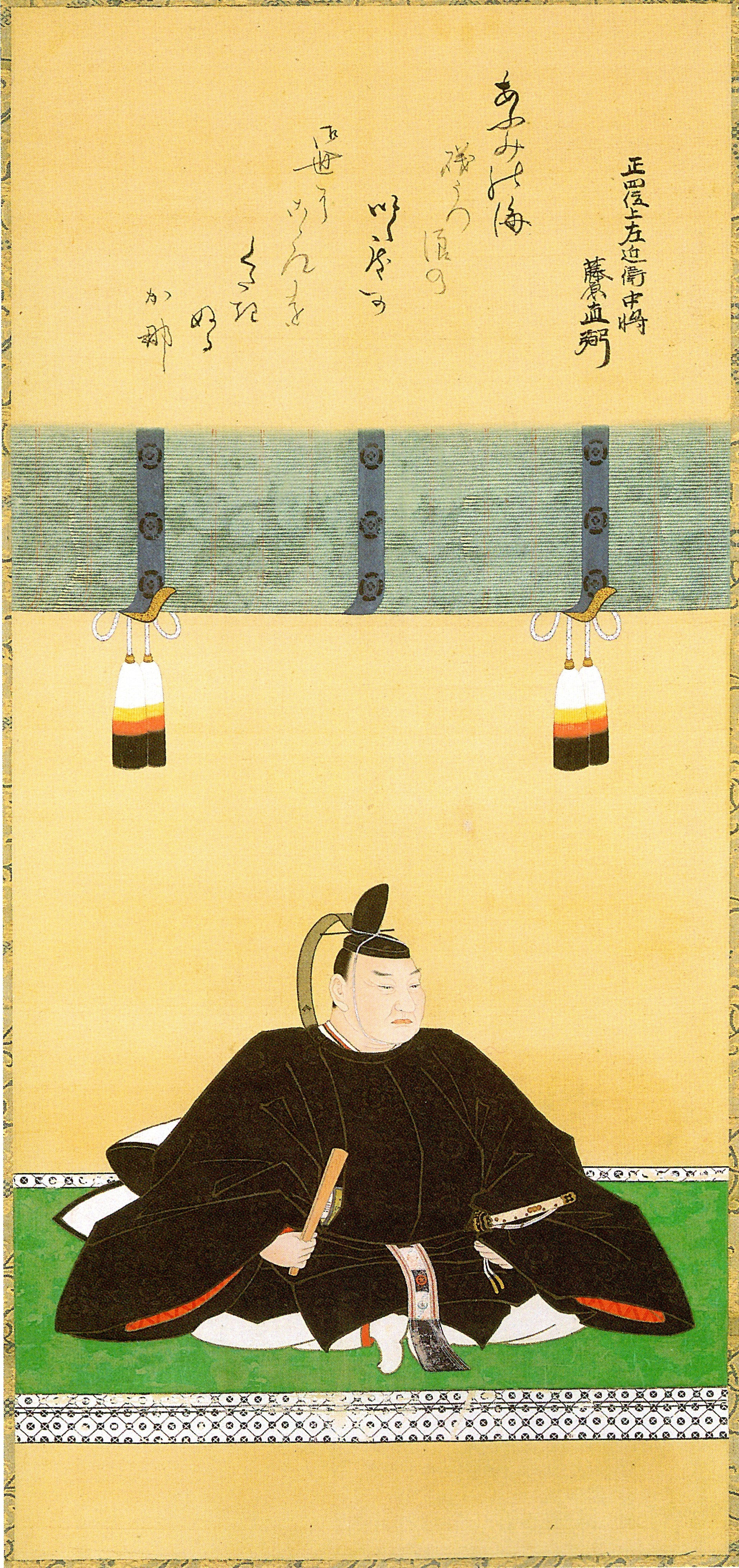
井伊直弼

日米和親条約により初代日本総領事に赴任したタウンゼント・ハリスが通商条約の締結を計画。しかし、日本側は消極的態度に終始した。ハリスは安政4年10月21日（1857年12月7日）に江戸城に登城し、当時の13代将軍徳川家定に謁見して国書を手渡した。ハリスの主張によりアメリカとの通商はやむを得ないという雰囲気が醸成され、下田奉行井上清直と目付岩瀬忠震を全権として、安政4年12月11日（1858年1月25日）から条約の交渉を開始させた。交渉は15回に及び、清直と忠震は国内情勢の困難さから「いま江戸を開市しても商売にならない」旨を説いたが、ハリスはこれを信じず通商開始を優先させた。交渉内容に関して双方の合意が得られると、老中堀田正睦は孝明天皇の勅許を得た上での条約締結を企図し、自ら忠震を伴って安政5年2月5日（1858年3月19日）に入京して尽力したが、攘夷論の少壮公家が抵抗した。孝明天皇自身「和親条約に基づく恩恵的な薪水給与であれば神国日本を汚すことにはならない」と考えていたが、「対等な立場で異国との通商条約締結は従来の秩序に大きな変化をもたらす」と考え勅許を拒否した。
ハリスは清と戦争中（1856年 - 1860年）のイギリスやフランスが日本に侵略する可能性を指摘し、それを防ぐには日本が友好的なアメリカと通商条約を結ぶ他無いと説得した。幕閣の大勢はイギリスとフランスの艦隊が襲来する以前に一刻も早くアメリカと条約を締結すべきと判断した。
正睦は事態打開のため松平春嶽の大老就任を画策したが、就任したのは井伊直弼であった。直弼は、条約調印当日の6月19日（1858年7月29日）の閣議でも「天意（孝明天皇の意志）をこそ専らに御評定あり度候へ」と、最後まで勅許を優先させることを主張した。しかし開国・積極交易派の巨頭であった老中の松平忠固は「長袖（公卿）の望ミニ適ふやうにと議するとも果てしなき事なれハ、此表限りに取り計らハすしては、覇府の権もなく、時機を失ひ、天下の事を誤る」と即時条約調印を主張。幕閣の大勢は忠固に傾き、直弼は孤立した。直弼はなおも「勅許を得るまで調印を延期するよう努力せよ」と指示したが、交渉担当の井上清直が「已むを得ない際は調印しても良いか」と質問、直弼は「その際は致し方も無いが、なるたけ尽力せよ(已むを得ざれば、是非に及ばず)」と答え、列強から侵略戦争を仕掛けられる最悪の事態に至るよりは、勅許をまたずに調印することも可とした。

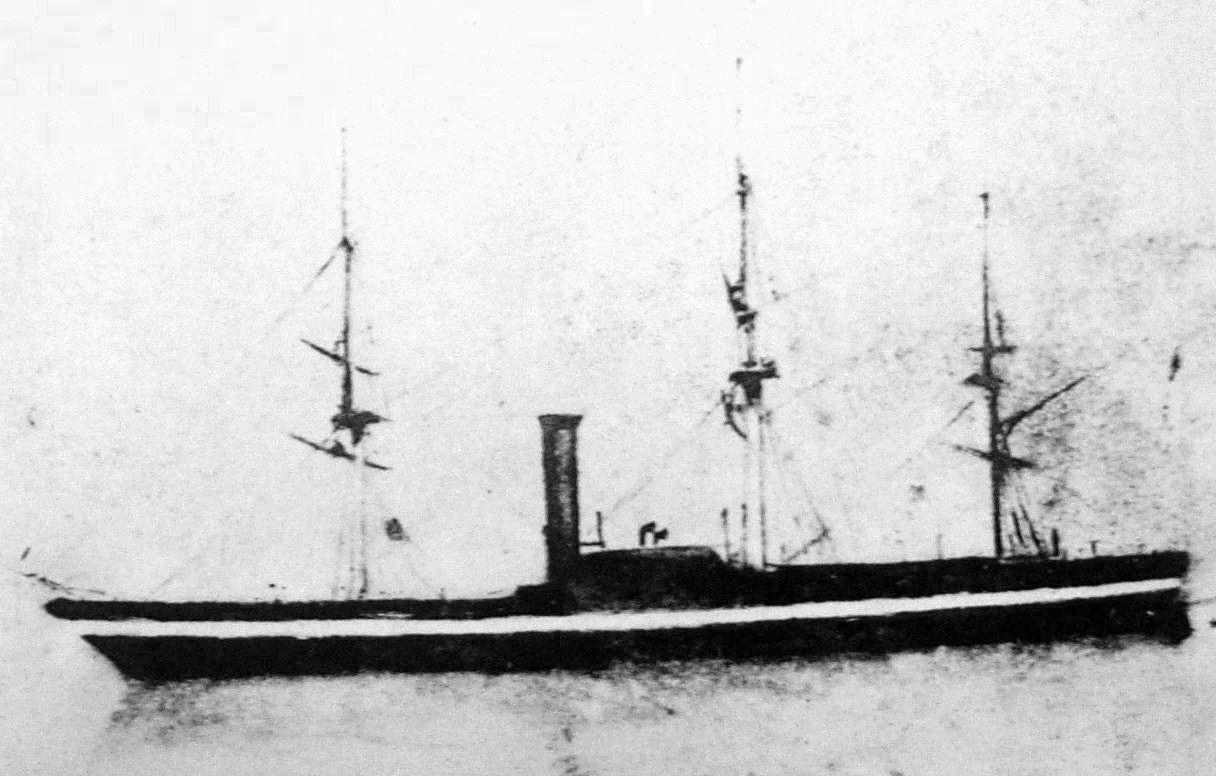
米国海軍の外輪フリゲート艦・USS ポーハタン号

その閣議の後、清直・忠震の両名が神奈川沖・小柴（八景島周辺）のUSS ポーハタン号に赴き、艦上で条約調印に踏み切った。アメリカ側の全権はハリスであった。この際、停泊中の艦隊各艦から、定期外号砲を何度も撃ち鳴らして井上たちを脅かした上、ハリスから、天津条約調印のために清国に展開中の英仏艦隊が、近日中に日本にむけて出航準備中であるから、すぐにでも米国と条約を結ばなければ日本は英仏両国に占領されるであろう、とブラフをかけられたという。実際には、英仏両国艦の清国出発は1ヶ月後を予定しており、再度朝意を伺うのに十分な期間があったことになる。事実、ハリスは未だ在香港中の英仏両国国使に手紙を出して、両国使の訪日に先立って米国が日本との条約に漕ぎつけたことを自慢している。
条約調印の4日後、正睦と忠固は老中を罷免された。正睦はこれまで朝意の賛同を得ることのできなかった失策により、忠固は条約締結にあたり朝意を全く意に介さなかったことが責に問われた。清直、忠震も、違勅の責めを負い、しばらくして左遷されている。

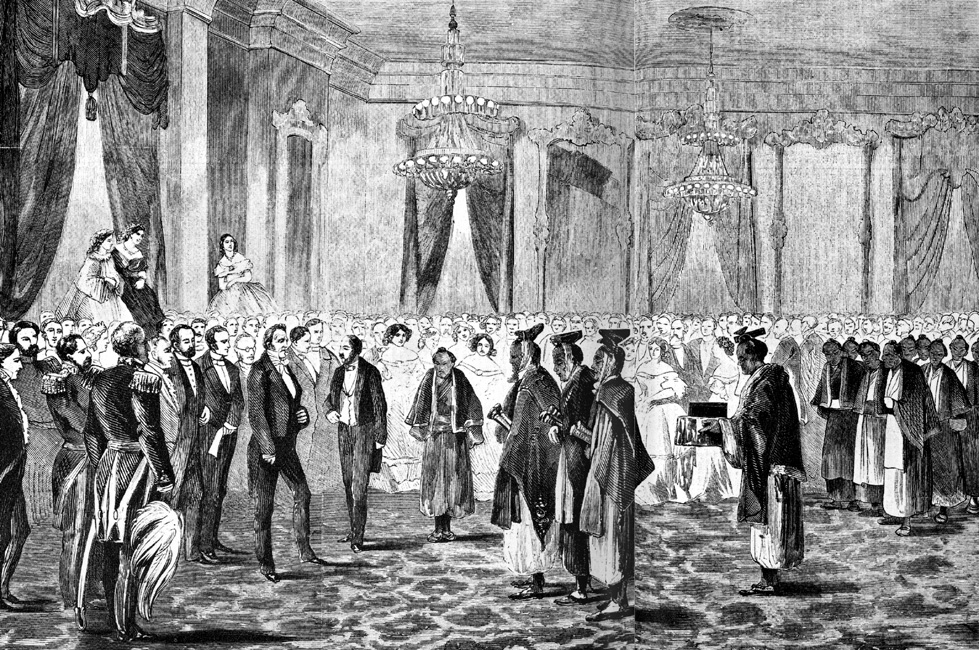
幕府使節団を迎えるジェームズ・ブキャナン大統領

この後、日米修好通商条約の批准書を交換するために、万延元年（1860年）に正使新見正興、副使村垣範正、監察小栗忠順を代表とする万延元年遣米使節がポーハタン号でアメリカに派遣され、その護衛の名目で木村喜毅を副使として咸臨丸も派遣された。咸臨丸には勝海舟が艦長格として乗船し、木村の従者として福澤諭吉も渡米した。しかし条約締結は日本に大規模な政争を引き起こし、勅許の無いまま締結したことと同時期に問題となっていた将軍継嗣問題などが絡まり、直弼は派閥抗争鎮定のため反対派の幕臣や志士、朝廷の公家衆を大量に処罰（安政の大獄）、正睦や忠固、清直・忠震など条約関係者を排除した。結果、政局は不穏となり使節団のアメリカ訪問中に桜田門外の変が発生、直弼は暗殺され幕府の威信は低下した。
朝廷は直弼暗殺後も一向にこれらの条約を認めず、尊王攘夷運動においては条約の廃棄が要求された（破約攘夷論）。幕府も国内情勢の困難さから、開市・開港の延期（ロンドン覚書）や、再鎖港を求める外交交渉（横浜鎖港談判使節団）に尽力せざるを得なかった。しかし、アメリカ・イギリス・フランス・オランダの四カ国艦隊が兵庫沖に侵入して条約勅許を強硬に要求するに至り（兵庫開港要求事件を参照）、慶応元年9月16日（1865年11月4日）にこれを勅許した。この時、朝廷は兵庫開港は行わない旨の留保を付けたが、第15代将軍・徳川慶喜の圧力のもと慶応3年5月にはこれも勅許され、日本の開国体制への本格的な移行が確定した。
大政奉還後の明治元年1月15日（1868年2月8日）、朝廷（新政府）は列国公使に対して王政復古に伴って従来の条約は「大君（＝将軍）」を「天皇」と読み替えた上で引続き有効である旨を通告し、日米修好通商条約を含めた旧幕府の締結した条約がそのまま継続されることとなった。

### アメリカ国内
アメリカ国内での締結手続経緯は、以下のとおり。
- 1858年7月29日 - ハリスが署名
- 1858年12月15日 - アメリカ合衆国上院（アメリカ合衆国第34議会（英語版））が批准に助言と同意
- 1860年4月12日 - ジェームズ・ブキャナン大統領が批准を裁可
- 1860年5月22日 - ワシントンで批准書を交換
- 1860年5月23日 - 大統領が条約締結権行使を宣言

## 内容
ハリスとの交渉に先立ち、幕府はオランダとの間で日蘭追加条約を結び、貿易規制の緩和を認めていた。ロシアとの間にも同様の追加条約を結んでいた。幕府はアメリカとの交渉もこれを基に行う考えであったが、ハリスの目的は自由貿易であり、日本側にイニシアチブを取られないよう、条約草案を作成・提出した。この草案を基に15回の交渉が行われ、内容が妥結した。日米修好通商条約の内容は以下の通りである。
一方でアメリカだけ有利ではなく英仏艦隊の来航の可能性と阿片禍の危機についても説いている。
第1条
- 今後日本とアメリカは友好関係を維持する。
- 日本政府はワシントンに外交官をおき、また各港に領事をおくことができる。外交官・領事は自由にアメリカ国内を旅行できる。
- 合衆国大統領は、江戸に公使を派遣し、各貿易港に領事を任命する。公使・総領事が公務のために日本国内を旅行するための免許を与える。

第2条
- 日本とヨーロッパの国の間に問題が生じたときは、アメリカ大統領がこれを仲裁する。
- 日本船に対し航海中のアメリカの軍艦はこれに便宜を図る。またアメリカ領事が居住する貿易港に日本船が入港する場合は、その国の規定に応じてこれに便宜を図る。

第3条

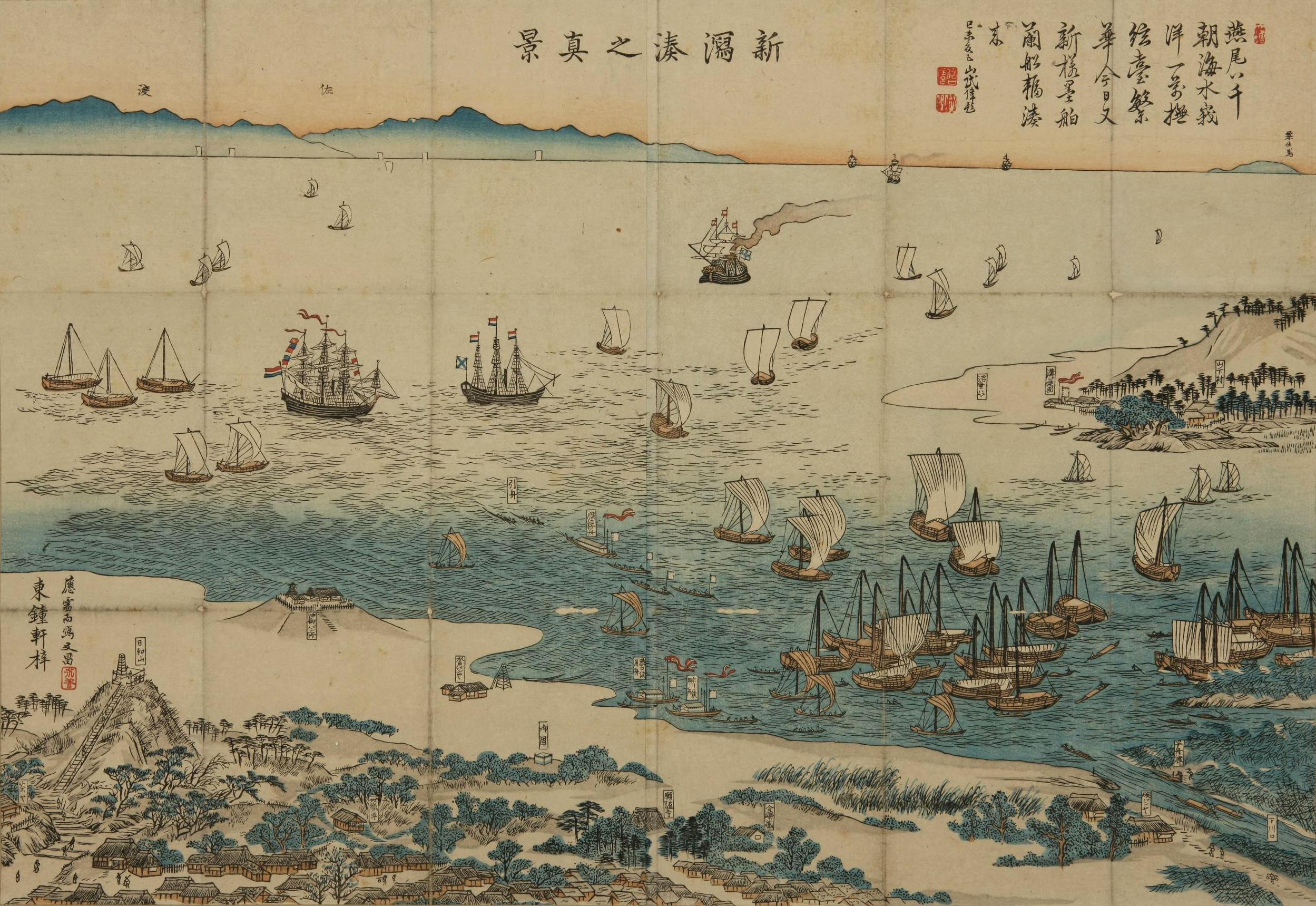
錦絵『新潟湊之真景』安政6年（1859年）井上文昌筆（新潟県立図書館蔵）

- 下田・箱館に加え、次の場所を開港・開市する。[注釈 2]
  - 神奈川：1859年7月4日（安政6年6月5日）
  - 長崎：1859年7月4日（安政6年6月5日）
  - 新潟：1860年1月1日（安政6年12月9日）
  - 兵庫：1863年1月1日（文久2年11月12日）
- もし新潟の開港が難しい場合は近くの別の一港を開く。
- 神奈川開港の6か月後に下田は閉鎖する。
- これら開港地に、アメリカ人は居留を許され、土地を借り、建物・倉庫を購入・建築可能である。ただし、要害となるような建築物は許されない。このため、新築・改装の際には日本の役人がこれを検分できる。
- アメリカ人が居留できる場所（外国人居留地）に関しては、領事と同地の役人がその決定を主なう。両者にて決定が困難な場合は、日本政府と公使の討議によって解決する。居留地の周囲に囲い等を作ることなく、出入りを自由とする。
  - 江戸：1862年1月1日（文久元年12月2日）開市
  - 大坂：1863年1月1日（文久2年11月12日）開市
- 江戸と大坂の二か所には商取引のための滞在（逗留）は可能であるが、居留は認められない。
- 両国の商人は自由に取引ができる。役人が介入することはない。
- 日本人はアメリカ製品を自由に売買し、かつ所持できる。
- 軍需品は日本政府以外に売ってはならない。ただし、日本国内において他の外国に軍需品を売ることは可能である。
- 米・麦は船舶乗組員の食用としては販売するが、積荷として輸出することは許されない。
- 日本産の銅は、余剰がある場合にのみ、日本政府入札品の支払代金として輸出可能である。
- 在留アメリカ人は、日本人を雇用することができる。

第4条
- 輸出入品は、全て日本の税関（運上所）を通すこと。
- 荷主の申請に虚偽の疑いがある場合は、税関が適当な額を提示してその荷の買取を申し出ることができる。荷主はその値段で売るか、あるいは提示金額に該当する関税を支払う。
- アメリカ海軍の装備品を神奈川・長崎・箱館の倉庫に保管する場合は、荷揚げ時点で税金を支払う必要はない。ただし、それらを売る場合には所定の関税を支払う。
- アヘンの輸入は禁止する。もしアメリカ商船が三斤以上を持ってきた場合は、超過分は没収する。
- 一旦関税を支払った輸入品に関しては、日本国内の他の場所に移送した場合に追加の税金をかけてはならない。
- アメリカ人が輸入する荷物には、この条約で定められた以外の関税がかけられることはない。

第5条
- 外国通貨と日本通貨は同種・同量での通用する。すなわち、金は金と、銀は銀と交換できる。
- 取引は日本通貨、外国通貨どちらでも行うことができる。
- 日本人が外国通貨になれていないため、開港後1年の間は原則として日本の通貨で取引を行う。（したがって両替を認める）
- 日本貨幣は銅銭を除き輸出することができる。外国の通貨も輸出可能である。

第6条
- 日本人に対し犯罪を犯したアメリカ人は、領事裁判所にてアメリカの国内法に従って裁かれる。アメリカ人に対して犯罪を犯した日本人は、日本の法律によって裁かれる。
- 判決に不満がある場合、アメリカ領事館は日本人の上告を、日本の役所はアメリカ人の上告を受け付ける。
- 両国の役人は商取引に介入しない。

第7条
- 開港地において、アメリカ人は以下の範囲で外出できる。
  - 神奈川：東は六郷川（多摩川）まで、その他は10里。
  - 箱館：おおむね十里四方。
  - 兵庫：京都から10里以内に入ってはならない。他の方向へは10里。かつ兵庫に来航する船舶の乗組員は、猪名川から湾までの川筋を越えてはならない。
  - 長崎：周辺の天領。
  - 新潟：後日決定。
- ただし、罪を犯したものは居留地から1里以上離れてはならない。

第8条
- アメリカ人は宗教の自由を認められ、居留地内に教会を作っても良い。
- アメリカ人は日本の神社・仏閣等を毀損してはならない。
- 宗教論争はおこなってはならない。
- 長崎での踏み絵は廃止する。

第9条
- 居留地を脱走したり、裁判から逃げたりしたアメリカ人に対し、アメリカ領事は日本の役人にその逮捕・勾留を依頼することができる。また領事が逮捕した罪人を、日本の獄舎での勾留を求めることができる。
- アメリカ領事は、居留・来航したアメリカ人に対し、日本の法律を遵守させるように努める。
- 日本の獄舎にアメリカ人を勾留した場合は、その費用は領事館が支払う。

第10条
- 日本政府は、軍艦、蒸気船、商船、捕鯨船、漁船、大砲、兵器の類を購入し、または作製を依頼するため、アメリカ人を自由に雇用できる。学者、法律家、職人、船員の雇用も自由である。
- 日本政府がアメリカへ注文した物品は、速やかに日本に送付する。
- アメリカの友好国と日本の間に戦争が起こった場合は、軍用品は輸出せずまた軍事顧問の雇用も認めない。

第11条
- 附則である貿易章程も、本条約同様に両国民が遵守しなければならない。

第12条
- 日米和親条約および下田協約の内容で、この条約の内容と異なる部分に関しては、この条約によって置き換えられる。

第13条
- 条約内容は1872年7月4日に必要に応じて見直す。その場合には1年前に通達を行う。

第14条
- 本条約は1859年7月4日より有効である。
- 条約批准のために日本使節団がワシントンを訪問するが、何らかの理由で批准が遅れた場合でも、条約は指定日から有効となる。
- 条約文は、日本語、英語、オランダ語にて作成し、その内容は同一であるが、オランダ語を原文とみなす。
- 本条約を1858年7月29日に江戸にて調印する。

### 自由貿易
自由貿易は第3条で定められているが、ハリスにとっては最重要の項目であった。草案では専売制度や倹約令の撤廃も求めていた（何れも内政干渉に近いとされたためか、条約には含まれなかった）。幕府は急激な貿易の拡大は国内の混乱を招くとして、日蘭追加条約に準じた内容を希望したが、ハリスはこれを拒否し、最終的には幕府も自由貿易を認めた。幕府側からの希望で、軍需品は幕府にのみ販売すること、日本からの米・麦の輸出は行わないこと、銅は余剰がある場合に幕府の支払いとしてのみ輸出できることが加えられた。第4条では阿片の禁輸が定められているが、これはハリスの方から申し入れたものである。

### 開港場
草案では、候補地として、長崎、平戸、大坂、京都、品川、江戸、箱館、日本海側の2港、九州の炭鉱付近に1港となっていた。これに対し、幕府全権の岩瀬忠震は横浜の開港を主張し、大坂の開港に反対した。大坂が開港すると経済の中心が完全に大坂に移り、江戸の経済的地位が低下するというのが理由であった。ハリスは品川は遠浅で貿易港に適しないことを理解し、横浜開港に同意した。しかし、大坂・江戸の大都市を開港することを強く要求したため、商取引のための滞在のみを許すということで同意された。大坂の外港として兵庫が開かれることとなった。平戸は小さすぎ、また長崎近郊に炭鉱が発見されていたため、九州の開港場は長崎のみとなった。日本海側はとりあえず新潟が選ばれた。ただし、幕府は兵庫、大坂、江戸、新潟は後に開くことを主張し、認められた。
なお、幕府側の開港予定地は横浜であったが、交渉の過程で神奈川・横浜となり、条約には神奈川のみが記載された。実際に開港したのは横浜のみであったため、条約を結んだ各国から批判もされたが、幕府は横浜を神奈川の一部と主張した。結局幕府は領事館を神奈川に設置することを認めたが、実務上は横浜の方が有利であり、早いうちに各国領事館は横浜に移動した。また兵庫ではなく神戸が開港している。

### 居留地
草案では、アメリカ人は日本人と雑居できることとなっていた。しかし幕府側は外国人の居留を一箇所にまとめることを主張し、ハリスは「出島のようにならないこと」を条件に居留地の設定を了承した。草案では1年以上日本に滞在したアメリカ人は、領事の許可があれば商取引のために日本国内を自由に旅行できるとなっていたが、幕府はこれを拒否した。第7条で「遊歩規定」が設けられ、一般人が日本国内を自由に旅行することや居留地外で商取引をすることが禁じられた。

### 宗教
第8条の宗教に関する規定は、ハリスの草案のまま決定された。

### 領事裁判権
第6条の領事裁判権に関しては下田協約ですでに幕府が認めており、これもあっさりと合意した。

### 関税率
関税率は本文ではなく附則である貿易章程で決められている。当時日本側に関税自主権という概念がなかったため、関税率の設定だけが問題となった。幕府側は輸出税・輸入税を12.5%とすることを提案し、ハリスは輸出税は無し、輸入税は20%（一部商品は例外として、0%、10%、35%）を提案した。最終的に、輸出税を5%とし、一部輸入税を10%から5%とすることで合意した。ただし、ハリスは輸出税を認める代わりに草案にあった双務的な最恵国待遇を撤回した。

### 金銀等価交換
第5条で、両国貨幣の金銀等価交換が認められている。当時の日本の銀貨である一分銀は貴金属としての価値を基にしたものではなく、幕府の信用による表記貨幣であった。このため、日本の金銀比価は金1に対し銀4.65であり諸外国の相場（金1対銀15.3）に比べて銀の価値が高かった。幕府は下田協約の交渉過程で金貨基準の貨幣の交換を主張したが、ハリスは当時のアジア貿易で一般的であった銀貨基準（洋銀）の交換を主張して押し切っていた。ただし、草案には日本通貨の輸出禁止が含まれていた。しかしながら、幕府は洋銀と一分銀の交換を嫌い、交渉の過程で外国通貨の国内流通を提案した。ハリスもこれには同意したものの、日本商人が外国通貨に慣れるまでの1年間は日本通貨との交換を認めるように要求した。幕府はこれに合意し、かつ日本通貨の輸出を認めた。結果として金の流出やインフレーションによる経済の混乱を引き起こすこととなった（幕末の通貨問題）。幕府は貿易専用通貨である安政二朱銀の発行により金の流出を回避する予定であったが、条約違反と非難され安政二朱銀の通用は僅か22日間で停止されている。この問題は万延小判が発行され、国内の金銀比価が国際水準となるまで約1年間続いた。

### 片務的最恵国待遇
日米和親条約で定められたアメリカに対する片務的最恵国待遇は、第12条によってそのまま継続された。上述のようにハリスは双務的な最恵国待遇を提案したものの、輸出税を認める代わりに撤回している。また鎖国政策をできるだけ維持し一般の日本人に対しては自由な海外渡航を認める考えがなかった幕府側から断ったとする説もある。